# 扎利西
51°37′16″N 24°17′20″E / 51.62111°N 24.28889°E
扎利西（烏克蘭語：Заліси）是位於烏克蘭西部沃倫州裏科韋利區的村莊，始建於1499年，面積3.77平方公里，海拔高度155米，2001年人口1,427，人口密度每平方公里378.41人。